# Nickel Creek
Nickel Creek foi um trio de música norte-americano formado no Condado de San Diego, Califórnia em 1989. Apesar das raízes do grupo virem do bluegrass, o trio descreve-se como "acústico progressivo".
Nickel Creek era formado por três membros, Chris Thile no bandolim, Sara Watkins no violino e o irmão dela Sean Watkins na guitarra. O pai de Chris, Scott Thile tocou baixo com o grupo até 2000, seguido de Byron House e Derek Jones. Mark Schatz tocou baixo regularmente com o grupo desde 2003. Em diversas entrevistas, a banda afirmou que não era uma banda de bluegrass, mas que "incorporavam o bluegrass na música". Nickel Creek fez covers de artistas como Weezer, Radiohead, Pavement, Coldplay, Elliott Smith, Bob Dylan, Jackson Five e Britney Spears.

## Início: 1989–1999
O grupo formou-se em Carlsbad, Califórnia em 1989 com Scott Thile, o pai de Chris, tocando contrabaixo. As duas famílias os Watkins e os Thiles, conheceram-se porque Sean Watkins e Chris Thile tinham lições de bandolim com o mesmo professor. Sara Watkins estudou com o colega de banda de Moore, Dennis Caplinger. No inicio, Chris Thile e Sean Watkins tocaram guitarra e bandolim, respetivamente, antes de decidirem mudar. O mais velho das crianças, Sean, tinha apenas onze anos nessa altura. Na formação do grupo, a banda escolheu o nome devido a uma canção de Byron Berline, que era o instrutor de violino de Sara Watkins. O grupo tocou em diversos festivais de bluegrass durante os anos 1990, mas a meio dessa década, os três membros optaram pelo Ensino doméstico para responder ao seu apertado calendário.

| “ | The school wasn’t really cool with us missing the first two weeks of school and the last week of school, just because there were some really great festivals back east. | ” |

Pouco tempo depois o grupo editou dois discos, Little Cowpoke em 1993 e Here to There em 1997.

## Nickel Creek: 2000–2001
Para o próximo lançamento, o trio necessitava de um produtor, e Alison Krauss veio preencher essa posição. Sara Watkins discutiu a sua afiliação com Krauss numa entrevista concedida em 2000.

| “ | We started discussing possibilities for a producer, but hadn't decided. We played a show at the Ryman and we were opening for a band that included Tony Rice and Dan Tyminski. Alison Krauss and Ron Block were there. They came up and talked to us afterwards and were really enthusiastic about our show. So, we thought, 'WHAT IF…' Alison WAS kind of excited and just maybe she'd produce our CD. And she DID! Barry Poss of Sugar Hill asked her and we were just thrilled. We really needed vocal help. We've never been that insecure about our instrumentals, but vocals were another thing. They were weak points for us but are getting stronger, thanks to the work Alison has done with us. Alison just brought so much to the production of the CD. She was very good at spotting things that wouldn't last on a CD. | ” |

Krauss produziu o seu álbum homónimo em 2000 sob o selo da gravadora Sugar Hill Records.
Nickel Creek recebeu duas nomeações para os Grammy Awards nas categorias "Best Bluegrass Álbum" e "Best Country Instrumental" por "Ode to a Butterfly". Foram igualmente nomeados para os CMA Awards na categoria "Best Vocal Group" e no "Horizon Award". O vídeo do grupo "The Lighthouse's Tale" foi nomeado no Country Music Television para o prémio "Flameworthy Video Award" na categoria "Group/Duo Video of the Year". Além dessas nomeações, o grupo foi designado "Five Music Innovators of the Millennium" pela revista Time em Maio de 2000.
Na promoção do seu álbum, o grupo atuou em diversos palcos em 2000 e 2001. Abriu os concertos de artistas como Dolly Parton, Toad the Wet Sprocket. Abriram também os espetáculos de Vince Gill e Amy Grant no Inverno desse ano. Pouco depois de a banda entrar em torné, Scott Thile decidiu deixar a banda devido à pouca disponibilidade com a familiar. Thile foi provisoriamente substituído pelo baixista Byron House, e em Março de 2001 um novo baixista Derek Jones, juntou-se à torné do grupo.

## This Side: 2002–2004
Em 2002, o grupo lançou o seu quarto álbum de estúdio, This Side. Estando presente o bluegrass, também marca a presença outros géneros, como o indie rock e o folk rock. No disco existem duas covers, "Spit on a Stranger" de Pavement e "Should've Known Better" de Carrie Newcomer. Numa entrevista dada à livraria Barnes & Noble, Chris Thile descreveu:

| “ | We're not content to just go a little further. It's been three years since we recorded the first album, and I think people are forgetting that because all the attention has come in the last year. So the response is almost like, "Well, is it a concept record?" It certainly isn't; it's just who we are. People who ask that question have no concept of what we were like three years ago, before the first album came out. They also need to understand that [because of our youth], three years in our lives is a much larger percentage of how long we've lived. So there's going to be more change per year. We're growing and we're together all the time, so we're constantly trying to figure out new stuff. | ” |

Como no álbum anterior, Nickel Creek, as críticas foram bastante positivas em relação a This Side. Charles Spano da Allmusic disse que: "Thile and the Watkins siblings' originals, like the sleepy, subtle "Speak" and the darker "Beauty and the Mess," easily outdo the likes of folk-rockers Dave Matthews and Hootie & the Blowfish, while forging a new style to rejuvenate a genre that has always been a bit of a dark horse."
This Side estreou na Billboard 200 no nº 18 e no nº2 da Top Country Albums. O disco foi certificado ouro no ano seguinte pela RIAA. O álbum ainda ganhou diversos prémios, incluindo o Grammy Awards na categoria "Best Contemporary Folk Album". A banda ainda participou no disco da banda Rolling Stone, "Best of 2002" que se seguiu ao lançamento de This Side.
Durante a torné de This Side em 2002 e 2003, Nickel Creek atuou sozinho, mas também abriu cinco concertos para John Mayer em Novembro de 2002 em Upstate New York e New England, e participou numa torné com Gillian Welch e David Rawlings nesse ano. Em 2003 a banda apareceu no álbum da banda Béla Fleck and the Flecktones, Little Worlds.

## Why Should the Fire Die?: 2005
Após três anos do lançamento de This Side, Nickel Creek edita o seu quinto álbum Why Should the Fire Die?. Este disco trouxe uma sonoridade diferente, mais influencias rock e pop. Sean Watkins disse:

| “ | Well, actually, I think this record that we’re doing, it’s not moving farther away from bluegrass, I mean – we’ve always been far away from our bluegrass roots, I don’t think this record is much farther away than the last one. It’s just different. This record – I think it sounds more like we do I think than anything we’ve ever done. It’s a lot more rock I think than our first two, and there’s some stuff that’s farther out than we’ve gone, and there’s some stuff that’s very, that’s more roots–oriented. So I wouldn’t say that the whole thing is farther away. | ” |

Why Should the Fire Die? estreou e atingiu o nº 17 da Billboard 200 e esteve no top da Billboard bluegrass.
No verão de 2006, a banda apareceu em diversos festivais, tais como Bonnaroo, High Sierra Music Festival, Austin City Limits, SXSW, Lollapalooza, e Star Fest.

## Farewell (For Now): 2006–2007
No final do verão de 2006 e através da Billboard e da sua página oficial, a banda anunciou que já não se iriam juntar para gravarem juntos e que o programa de 2007 seria o último durante um período indefinido de tempo. De acordo com Thile:

| “ | It's always been so natural, but lately it hasn't been quite as natural and we're running the risk of actually having to break up. We would rather leave it for a while, while it's still intact and healthy. | ” |

Sean Watkins ainda relatou que os três membros estavam preparados para expandir os horizontes musicais:

| “ | When you're on the road all the time and meet all these people who love your music, you can't always relate to them because stuff never happens to you. We're supposed to be writing songs that relate to other people… I need to be out there and having a different life than that. I am ready to write about real things again. | ” |

Em novembro de 2006, Sugar Hill Records lançou Reasons Why: The Very Best, uma compilação com faixas dos três últimos álbuns de estúdio da banda, bem como duas faixas não editadas e todos os vídeos dos singles da banda.
Em 2006, Nickel Creek planeou a torné "Farewell (For Now) Tour", que inicialmente era para ser designada "Victory Lap Tour", mas o responsável da banda achou que soaria a presunção. Os sete meses da torné começaram em abril de 2007 e acabaram em Novembro de 2007. No início da torné Nickel Creek disse que:

| “ | Wanted to do this in a positive way and take that last lap before our break. We want to see our fans one more time and play with the musicians that have inspired us over the years. | ” |

A torné contou com a presença de diversos artistas, tais como Glen Phillips, Jon Brion, Fiona Apple, Bruce Molsky, Bela Fleck, Tom Brosseau, e Tift Merritt entre outros.
A banda planeou gravar um DVD ao vivo no Ryman Auditorium em Nashville em Novembro de 2007 com a participação de convidados especiais ao longo de duas noites. Contudo em Novembro de 2007, foi anunciado que os planos para essa gravação saíram falhados. Ainda assim a sua atuação teve lugar, sendo a última antes do hiato.
Olhando para trás e vendo a experiência de Nickel, que durou dezoito anos, Sara Watkins disse:

| “ | A lot of the other stuff will be special in the way that anything is special when you realize that it’s not going to be around forever…Nothing is going to be Nickel Creek except Nickel Creek. I’m not looking for anything to top this. It can’t be duplicated in my life. | ” |

## Prémio e nomeações
Vencedor
- 2000: IBMA - "Emerging Artist of the Year"
- 2001: IBMA - "Instrumental Group of the Year"
- 2003: Grammy Award na categoria "Best Contemporary Folk Album" – This Side
- 2006: CMT – "Top 10 Country Compilations" de 2006 – Reasons Why: The Very Best[30]

Nomeado
- 2001: Grammy Award na categoria "Best Bluegrass Album" – Nickel Creek
- 2001: Grammy Award na categoria "Best Country Instrumental Performance" - "Ode to a Butterfly"
- 2001: CMA - Prémio na categoria "Best Vocal Group"
- 2001: CMA – Prémio Horizon
- 2005: Grammy Award na categoria "Best Contemporary Folk Album" – Why Should the Fire Die?
- 2005: Grammy Award na categoria "Best Country Instrumental Performance" - "Scotch & Chocolate"

## Discografia

### Álbuns de estúdio
- 1993 - Little Cowpoke
- 1997 - Here to There
- 2000 - Nickel Creek
- 2002 - This Side
- 2005 - Why Should the Fire Die?

### Compilações
- 2006 - Reasons Why: The Very Best

### Singles
| Ano  | Single                    | Álbum                    |
| ---- | ------------------------- | ------------------------ |
| 2001 | "When You Come Back Down" | Nickel Creek             |
| 2001 | "The Lighthouse's Tale"   | Nickel Creek             |
| 2002 | "Reasons Why"             | Nickel Creek             |
| 2003 | "This Side"               | This Side                |
| 2003 | "Speak"                   | This Side                |
| 2003 | "Smoothie Song"           | This Side                |
| 2005 | "When in Rome"            | Why Should the Fire Die? |